# 蓝色海湾
《蓝色海湾》（英語：Blue Bayou）是一部2021年美国劇情片，由全知泰编剧和指导。该片由全知泰、艾莉西亞·薇坎德、马克-奥布莱恩、范靈丹、西德尼·科瓦尔斯克、沃迪·科蒂斯-霍尔和艾莫瑞·柯恩主演。
《蓝色海湾》于2021年7月13日在第74屆坎城影展上进行了全球首映，2021年9月17日由焦点影业在美国上映。

## 情节
一个韩裔美国人面临着被种族主义当局驱逐出境，即使这意味着他将失去唯一的家人。

## 演员
- 全知泰（英语：Justin Chon）
- 艾莉西亞·薇坎德
- 马克-奥布莱恩（英语：Mark O'Brien (actor)）
- 范靈丹
- 西德尼·科瓦尔斯克
- 沃迪·科蒂斯-霍尔（英语：Vondie Curtis-Hall）
- 艾莫瑞·柯恩

## 制作
2019年10月，全知泰、艾莉西亞·薇坎德、马克-奥布莱恩、范靈丹和艾莫瑞·柯恩宣布加入该片，由全知泰执导，并由他撰写剧本
 。
主体拍摄于2019年10月开始，并在12月前结束。

## 发行
2020年7月，焦点影业获得了该片的发行权 。该片目前定于2021年9月17日上映，而最初宣布的上映日期为2021年6月25日。

## 回响
该片在爛番茄上根据8条评论，持有63%的新鲜度，平均得分6.60/10。在Metacritic上，電影獲得了平均58分（满分100分），意味着“好坏参半”。